# Federazione calcistica della Tanzania
La Federazione calcistica della Tanzania (in inglese Tanzania Football Federation, acronimo TFF) è l'ente che governa il calcio in Tanzania.
Fondata nel 1930, si affiliò alla FIFA e alla CAF nel 1964. Ha sede nella ex capitale Dar es Salaam e controlla il campionato nazionale, la coppa nazionale e la Nazionale del paese.